# Дубове (Пологівський район)
Дубове́ — село в Україні, Кам'янській селищній громаді Пологівського району Запорізької області. До 2018 орган місцевого самоврядування — Більмацька селищна рада. Населення становить 139 осіб.

## Географія
Село Дубове розташоване на відстані 1,5 км від села Трудове та за 5 км від смт Кам'янка. Селом протікає пересихаючий струмок з загатою. Поруч проходить залізниця, станція Щебеневий за 2,5 км.

## Історія
Засноване 1906 року, як село Шевченківське.
7 (20) листопада 1917 року, відповідно до Третього Універсалу Української Центральної Ради, увійшло до складу Української Народної Республіки.
У 1965 році перейменоване на село  Дубове .
12 червня 2020 року, відповідно до розпорядження Кабінету Міністрів України № 713-р «Про визначення адміністративних центрів та затвердження територій територіальних громад Запорізької області», увійшло до складу Більмацької селищної громади.
19 липня 2020 року, в результаті адміністративно-територіальної реформи та ліквідації  Більмацького району увійшло до складу Пологівського району.